# Канатная фабрика Эдвардса и Кавоса
Канатная фабрика Эдвардса и Кавоса — утраченный памятник архитектуры. Был расположен в Санкт-Петербурге, современный адрес — Пискарёвский проспект, 8, Полюстровский проспект, 8, улица Жукова, 3.
Фабрика была построена в 1876 году, во времена промышленной революции, на территории усадьбы Кушелева-Безбородко — граф Мусин-Пушкин активно распродавал земельные участки под промышленные задачи. Канатная фабрика была построена по проекту одного из владельцев, Ц. Кавоса; в числе построек были канатный цех, склады, смольня, котельная, деревянные дома для рабочих. Вдоль фабричного участка в 1914 году была проложена Енисейская улица.
После 1917 года фабрика выпускала шпагат. В 1971 году фабрика «Нева» вошла в Производственное объединение пеньково-джутовых изделий «Нева», в 1990-е годы после приватизации предприятий оборудование было перевезено с Пискарёвского проспекта в другую часть Производственного объединения, «Канат» на Петровском острове. После этого сначала были разрушены деревянные строения, но сохранялись здание канатного цеха с башней смольни и дымовой трубой. Здание канатного цеха числилось выявленным памятником архитектуры, исключено из Списка вновь выявленных объектов, представляющих историческую, научную, художественную или иную культурную ценность Приказом КГИОП № 8-102 от 06.08.2004 и было снесено не позднее 2008 года, к сентябрю 2018 года были сданы в эксплуатацию жилые здания на месте фабрики.